# 特林巴赫

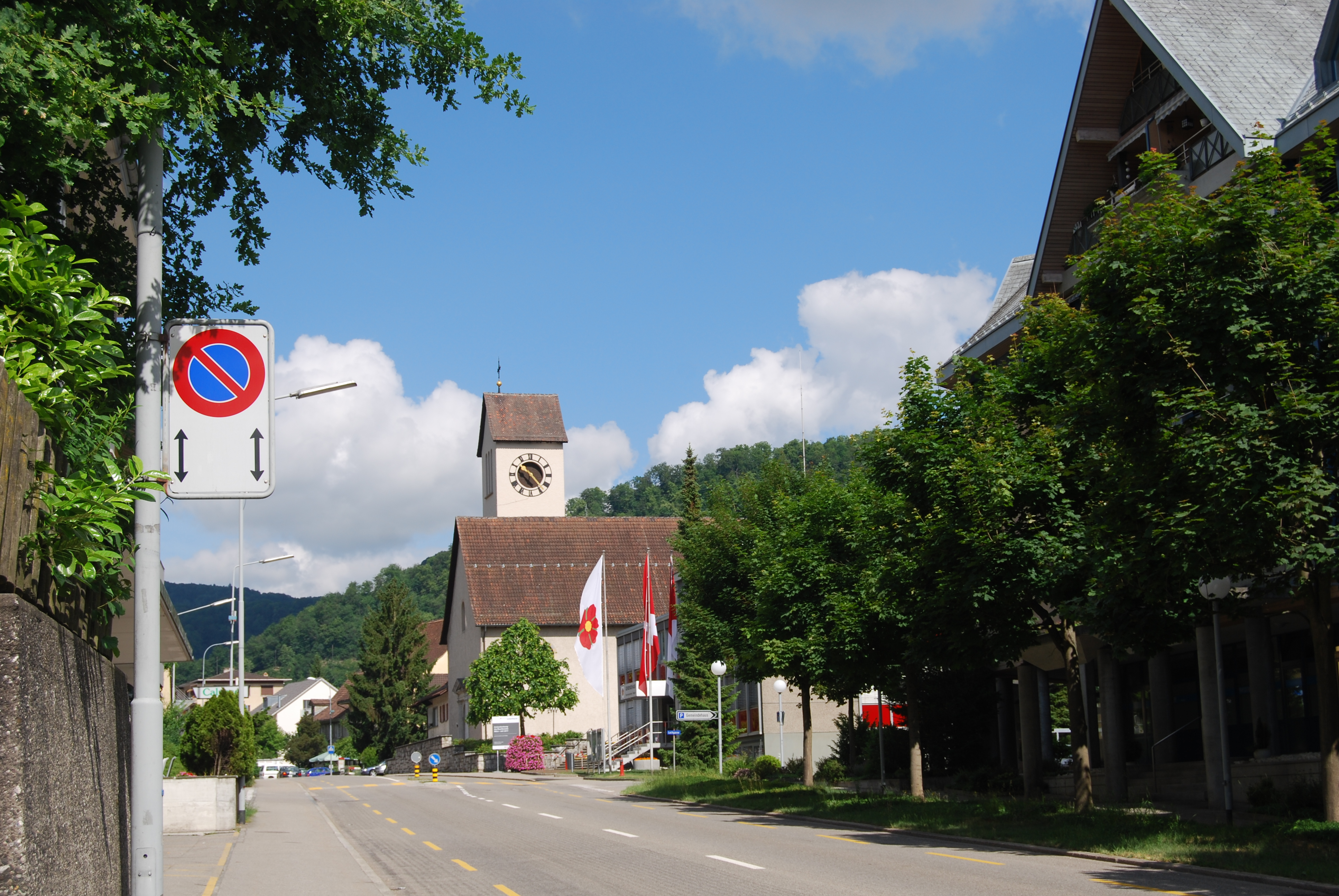

特林巴赫是瑞士的城鎮，位於該國北部，由索洛圖恩州負責管轄，面積7.62平方公里，海拔高度419米，2012年人口6,340，四成人口信奉羅馬天主教，人口密度每平方公里832人。

## 外部連結
- Official website （页面存档备份，存于） （德文）